# SCP: Containment Breach
SCP: Containment Breach es un videojuego de terror independiente desarrollado por Joonas Rikkonen y Third Subdivision Studio. Está basado en las historias de ficción paranormal del sitio web de la Fundación SCP. El juego muestra una perspectiva en primera persona en 3D y tiene un área de juego generada por procedimiento creada a partir de una selección aleatoria de habitaciones y pasillos preexistentes, uniéndose para crear la instalación donde el juego tiene lugar.
El juego centra en una instalación de la Fundación SCP, donde el jugador interpreta a un empleado de Clase D (sujeto de prueba humano) intentando escapar con vida después de que todos los SCPs son liberados durante una brecha de contención, causando estragos alrededor de la instalación.
SCP: Containment Breach fue lanzado el 15 de abril de 2012 para Microsoft Windows a través de su sitio web oficial, recibiendo críticas generalmente positivas, siendo elogiado por sus mecanismos, música y entorno. Actualmente, una adaptación cinematográfica del juego está en desarrollo.

## Jugabilidad
El jugador controla a un sujeto de prueba de "clase D" (un prisionero humano retirado del corredor de la muerte que puede trabajar para la Fundación SCP para posponer su ejecución), designado D-9341 mientras intenta escapar de una instalación subterránea de investigación operada por la Fundación en medio de una brecha de contención total donde varias anomalías peligrosas y sobrenaturales, designadas "SCPs", han sido liberadas de su contención. El jugador es perseguido por numerosos SCPs hostiles; el principal de estos es SCP-173, una estatua de hormigón capaz de moverse a altas velocidades cuando no se le observa directamente. SCP-173, junto con varios otros SCPs, deben ser evadidos por D-9341 para evitar la muerte, lo cual es más difícil para el jugador debido a que necesita parpadear periódicamente, lo que permite que SCP-173 lo ataque si está cerca. Ciertos lugares (como habitaciones llenas de gas de descontaminación) harán que el jugador parpadee más a menudo.
Una de las características principales del juego son habitaciones generadas al azar. Todas las habitaciones del juego se eligen al azar entre un conjunto de pasillos, cámaras y oficinas, que se unen para crear la instalación. Estas habitaciones se dividen en tres conjuntos: la zona de contención ligera, la zona de contención pesada y la zona de entrada. Cada zona contiene un conjunto único de habitaciones y pasillos que se pueden generar al azar, así como sus propios artefactos y SCPs. Algunos SCPs, como SCP-173 y SCP-106 pueden aparecer en toda la instalación. Las zonas se vuelven gradualmente más difíciles a medida que el jugador progresa; la zona de contención pesada posee SCPs más peligrosos que la zona de contención ligera, y la zona de entrada marca la aparición de los "Nine-Tailed Fox" (zorro de nueve colas), un escuadrón de soldados de élite desplegados por la Fundación para recapturar a los SCPs liberados. Los soldados dispararán a la vista y viajan en equipos, lo que los convierte en algunos de los enemigos más peligrosos del juego.
En el camino, el jugador puede encontrar una gran variedad de objetos para ayudarlo a sobrevivir. Estos incluyen herramientas tales como máscaras de gas, varios dispositivos electrónicos, baterías y tarjetas para operar puertas cerradas. El jugador también puede encontrar SCPs benignos o no animados; un ejemplo es SCP-914, una máquina de relojería gigante que es capaz de refinar los elementos que el jugador inserta en versiones peores o superiores en función de cómo se establecen sus controles antes de la activación.

## Argumento
El juego gira en torno a la Fundación SCP, una organización secreta dedicada a contener artefactos anómalos, entidades y ubicaciones que amenazan la normalidad del mundo. En algún momento antes de los acontecimientos del juego, varios sitios de contención de la Fundación son atacados por The Chaos Insurgency, un elemento deshonesto de la Fundación, forzando la reubicación de todos los SCPs (la designación dada a las anomalías contenidas) a un lugar no especificado. Una fuerza operativa de la Fundación conocido como "Nine-Tailed Fox" es establecido poco después para defender este sitio de posibles brechas en la contención.
El jugador asume el papel de D-9341, un sujeto de pruebas de clase D (generalmente presos en el corredor de la muerte, que han sido reclutados para trabajar para la Fundación) quien es forzado junto con otros dos sujetos de prueba para realizar pruebas en SCP-173, una estatua de hormigón que puede moverse a altas velocidades cuando no se encuentra en la línea de visión directa de una persona.
Durante esta rutina de prueba, los sistemas de control de energía y puertas de la habitación comienzan a fallar, lo que le permite a SCP-173 matar a a los otros dos sujetos de prueba y escapar por los conductos de ventilación. Una transmisión de emergencia en toda la instalación anuncia que todos los SCPs han escapado de su contención, obligando a la instalación a ser bloqueada. El jugador debe guiar a D-9341 alrededor de la instalación mientras intenta sobrevivir a varios SCPs liberados que ahora deambulan por la instalación, incluyendo a SCP-106 (una entidad similar a un anciano en descomposición que puede viajar a través de la materia y que intenta arrastrar al jugador a una "dimensión de bolsillo" para matarlo) y SCP-096 (una criatura humanoide que inevitablemente perseguirá y matará al jugador si observa su cara, pero que de otra manera es dócil).
Además, D-9341 debe evadir a los Nine-Tailed Fox desplegados para recapturar a los SCPs, debido a que se les ordenó atacar y matar a cualquier personal de clase D extraviado. Más adelante, D-9341 se encuentra con SCP-079, una maliciosa inteligencia artificial que habita en una microcomputadora, y descubre que es el causante del corte de energía cuando varios espías de The Chaos Insurgency le dieron el control de la instalación. Desde aquí, SCP-079 propondrá que D-9341 reactive el sistema de control de las puertas, permitiendo que SCP-079 recupere el control sobre las puertas, a cambio de ayudar a D-9341 a escapar de la instalación. Si D-9341 vuelve a activar el sistema de control de las puertas, SCP-079 las abrirá a dos salidas diferentes, Gate A y Gate B. Desde aquí, se pueden obtener cuatro finales diferentes:
- Después de que D-9341 huye de la instalación a través de Gate B, llega a la superficie. Una nueva transmisión de emergencia envía una alerta indicando que SCP-682 (una gigantesca criatura reptiliana casi imposible de destruir)[12] ha escapado de la instalación cerca de Gate B y que varias ojivas nucleares, mantenidas en la base como un sistema de contención de última medida, detonarán en un intento de destruirlo. Poco después, las ojivas son detonadas, vaporizando toda el área, incluyendo a D-9341. Durante los créditos finales, se escuchará una transmisión de radio ya que un operador de radio solicita el despliegue de una fuerza operativa para buscar restos en la zona cero. Sin embargo, la transmisión se corta a mitad de la frase cuando se escucha un gran rugido, lo que indica que la explosión nuclear no tuvo éxito en destruir a SCP-682.
- Después de que D-9341 desactiva las ojivas nucleares mientras estaba dentro de la instalación, una transmisión de emergencia envía una alerta, avisándole a todo el personal de la instalación que regrese a Gate B, con un grupo de soldados encontrándose con D-9341, que es asesinado poco después.
- Dependiendo de si D-9341 volvió a contener a SCP-106 mientras estaba dentro de la instalación, varias fuerzas operativas capturarán a D-9341. Durante los créditos finales, se reproducirá una grabación con un informe de D-9341, mencionando su extraordinaria suerte y capacidad para superar cualquier amenaza peligrosa que haya producido la brecha de contención; la clasificación de D-9341 como un sujeto SCP también es considerada.
- Si D-9341 no volvió a contener a SCP-106 mientras estaba dentro de la instalación, SCP-106 saldrá por Gate A, poco antes del uso de un arma llamada "Torreta de descargas de alta intensidad" que es autorizada para evitar su escape. La torreta dispara un haz concentrado de luz, lo que obliga a SCP-106 a retirarse debido a su sensibilidad a la luz. Mientras esto ocurre, D-9341 pasa por la conmoción para intentar escapar a través de un túnel de servicio, solo para ser detenido por un grupo de soldados de The Chaos Insurgency. Los soldados notan que D-9341 contiene demasiada información valiosa para ser retomada bajo la custodia de la Fundación, antes de arrinconarlo. El destino de D-9341 queda desconocido.

## Producción
El juego fue creado por el desarrollador finlandés Joonas Rikkonen. Antes de crear SCP: Containment Breach, Rikkonen había jugado a SCP-087 (un juego sobre una escalera aparentemente sin final y una entidad misteriosa que acecha en su interior) y quedó impresionado por lo aterrador que era el juego a pesar de su premisa relativamente simple. Rikkonen decidió trabajar en su propia versión, que lanzó como SCP-087-B; este minijuego llegó a ser tan popular que decidió trabajar en un juego más grande que incluyera más SCPs. Rikkonen comenzó a diseñar su juego en Blitz3D porque, en sus propias palabras, "era demasiado perezoso para comenzar a aprender otro idioma o motor". A medida que el juego estaba siendo diseñado, Rikkonen decidió que el antagonista principal sería SCP-173 porque era un favorito personal y también sintió que implementar una función de parpadeo en el programa haría el juego más interesante.
El juego es altamente atmosférico, ya que Rikkonen consideró que la mejor manera de crear un juego realmente aterrador sería centrarse en el entorno y el paisaje sonoro, en lugar de exclusivamente en los monstruos. En una entrevista con la revista Edge, dijo:
"Creo que una de las cosas que hace que Containment Breach sea tan terrorífico es que el jugador casi nunca está seguro, e incluso el menor resbalón puede terminar el juego. Debes estar constantemente alerta de SCP-173, escuchando los sonidos de raspado y mirando cuidadosamente al entrar en una habitación nueva. El mapa generado aleatoriamente y los eventos colocados al azar son una parte importante para hacer que Containment Breach también dé miedo. No importa cuántas veces lo juegues, nunca puedes estar 100% seguro de lo que sucederá después. También he pasado mucho tiempo buscando y creando los sonidos y los clips de música para el juego. El ambiente es uno de los elementos clave de un buen juego de terror, y un paisaje sonoro bien hecho agrega mucho a la atmósfera".
Aunque Rikkonen descubrió que era "una forma algo barata de asustar a la gente", implementó una serie de jumpscares para "mantener a los jugadores alerta". Explicó que "cuando estás haciendo un juego sobre una criatura que te ataca con una velocidad sobrenatural cuando no la estás mirando, casi tienes que tener algunos jumpscares".
Cuando Rikkonen comenzó a trabajar en el juego, se estaba graduando de la escuela secundaria. Si bien disfrutaba haciendo juegos, siempre lo había considerado un mero pasatiempo y un "sueño imposible". Sin embargo, después del éxito del juego, Rikkonen decidió continuar con la programación de juegos en la Universidad de Turku.
A partir de la versión 1.3. en adelante, un grupo de desarrolladores de juegos independientes llamada Third Subvision Studio ayuda a Rikkonen a trabajar en SCP: Containment Breach. Third Subvision Studio también produjo una modificación e IndieDB la calificó como "SCP: Nine-Tailed Fox".

## Recepción
SCP: Containment Breach recibió críticas generalmente positivas. Rock, Paper, Shotgun dijo: "Es Almacén 13 sin las bromas y las peculiaridades, pero con mucho más pánico, gritos y ocultándote de criaturas hechas de dientes y alambres", y agregó que "tiene un modelo y una textura bastante débiles en este momento pero con suerte se convertirá en una colaboración masiva". La revista Edge le dio una crítica positiva al juego, llamándolo "título independiente hecho en el débil motor Blitz3D que arroja a una criatura de aspecto barato, pero que de alguna manera logra ser más aterrador que los juegos de terror de gran presupuesto más recientes combinados". Jay Is Games escribió que, si bien el juego "no era perfecto y todavía tenía errores", sin embargo "tiene algunos serios momentos de terror inarticulados y chillones".
Nicholas Greene de GeekInsider escribió positivamente sobre el juego, específicamente aplaudiendo el uso del temporizador de parpadeo. Greene también notó que su "aspecto algo anticuado no hace absolutamente nada para que sea menos aterrador". El juego fue presentado en la lista de los cincuenta mejores juegos gratuitos de PC Gamer, ocupando el vigésimo segundo puesto, diciendo que "el poder de Containment Breach se duplica al basarse en los mitos de la Fundación SCP: un conjunto de historias inventadas (¿o no?) de internet acerca de los horrores y monstruos encerrados por una organización sombría". Con el lanzamiento de la versión 0.8. a finales de 2013, Ian Birnbaum de PC Gamer reiteró una vez más los elogios del juego, calificándolo de "excelentemente terrorífico".

## Adaptación cinematográfica cancelada
En abril de 2014, Gage Allen, creador de los primeros dos tráileres de SCP: Containment Breach, comenzó a discutir con Joonas Rikkonen sobre la posibilidad de crear una adaptación de acción real que coincidiera con el lanzamiento de la versión 1.0. del juego. A Rikkonen le gustó la idea y juntos comenzaron a discutir los detalles de la película. Más tarde, el título de la película fue revelado como Containment Breach: Run. El guion, escrito por Aaron Onyon, se completó poco después, ya que en este punto, Containment Breach: Run fue pensada para ser un cortometraje de una duración de treinta segundos a un minuto y medio. Sin embargo, a medida que pasaban los meses, tanto Allen como Rikkonen acordaron retrasar el lanzamiento para comenzar a revisar su trabajo actual. En este momento, Allen le pidió a Onyon comenzar a reescribir el guion con un alcance y tiempo de ejecución mayor en mente. Rikkonen amaba el nuevo guion y Allen comenzó a modificar el proyecto de un cortometraje a una película completa.
El 19 de mayo de 2014, el proyecto fue anunciado oficialmente en los foros oficiales de SCP: Containment Breach. Allen declaró que, hasta ahora, la película presentará cuatro SCPs: SCP- 173, SCP-049, SCP-096 y SCP-106, los tres últimos siendo representados por actores. El 14 de septiembre de 2014 se reveló el primer póster de la película y dos días después, el 16 de septiembre de 2014, se lanzó el primer teaser tráiler de Containment Breach: Run. Desde agosto de 2016, se pensó que el proyecto había sido cancelado hasta que el 8 de octubre de 2017, se publicó una nueva imagen teaser indicando que la fecha de lanzamiento de la película sería en 2020.A día de hoy, no ha habido más noticias referentes al proyecto, dando a entender que ha sido cancelado en su totalidad.